# Balzamikový ocet
Balzamikový ocet, též balzámový ocet či balsamico (italsky aceto balsamico) je kulinářská kořenicí přísada pocházející z Itálie. Jedná se o vinný ocet vyráběný ze zahušťovaného moštu vinných hroznů odrůdy Trebbiano. Svoji nasládlou kořenitou chuť získává až po několikaletém zrání v sudech.

## Historie
Sirup zkvašený na ocet byl v Itálii znám již ve středověku. Tento sciroppo acetoso však nebyl používán jako kulinářská přísada, ale jako farmaceutický prostředek. Ferrarské a modenské šlechtické rody vlastnily takzvané acetarie, což byly vlastně domovní půdy, kde v řadách dřevěných sudů zrál ocet.
Název balsamico se prý zrodil počátkem 17. století v Modeně. Nazývala se tak tinktura z vinného octa.

## Výroba
Aceto balsamico je v podstatě speciálně upravované, zahušťované a dlouhodobě fermentované víno, které je vinným octem jen doplněno. Základem jeho výroby je mošt bílé odrůdy Trebbiano pocházející z okolí Modeny nebo z provincie Reggio Emilia. Vylisovaný mošt se opatrně prohřeje, načež se zvolna koncentruje. Výsledkem tohoto dlouhotrvajícího procesu je tmavohnědý sirup, do něhož se pak přidá určité množství starého vinného octa, aby se rozběhlo kvašení. Zajímavostí tradičního výrobního procesu je, že kvašení neprobíhá v žádných sklepích s kontrolovanou teplotou, ale v půdních prostorách zvaných acetaia. V zimě zde panuje mrazivé chladno, v létě naopak vedro a v jarním či podzimním období vlhko. Díky těmto klimatickým podmínkám se dále zmenší objem moštu (ze 100 l nakonec vznikne jen několik litrů) a mošt pomalu kvasí. Než proběhnou dva kvasné procesy, uběhnou asi tři roky. Nejprve dochází k alkoholovému kvašení, při němž se cukr obsažený v moštu přemění na alkohol. V druhé fázi přemění octové bakterie alkohol na ocet. Tento mladý ocet se pak nechává zrát, aby se rozvinulo jeho aroma. Dobrému balzámovému octu to trvá přinejmenším 12 let, ty nejlepší však zrají 30, či dokonce 50 let. Přitom se, podobně jako je tomu u sherry, postupně stěhuje z jednoho sudu do druhého, čímž získává chuť a charakter v celé řadě octů. Důležitou roli v tomto procesu hraje samozřejmě i dřevo sudů. Mladý ocet zraje obvykle ve velkých sudech z morušového dřeva. Středně velké sudy pro zralejší ocet bývají z kaštanového a třešňového dřeva a nejmenší sudy pro nejvyzrálejší octy jsou z jasanu a dubu. Nejmenší soudek na konci této octové baterie mívá objem kolem 10 až 15 litrů. Sudy v baterii skrývají na dně letité usazeniny a octové zákvasy, jež jsou pro výrobce doslova drahocenným pokladem. Bez nich by kvalitní balsamico nemohlo vzniknout. Zralý ocet se stáčí v malých dávkách z nejmenšího soudku. Odebrané množství se ihned doplní octem z druhého nejmenšího soudku, jenž obsahuje druhý nejstarší ocet. Tento sud se pak doplní z třetího nejmenšího a tak dále.

Vzhledem k obrovské spotřebě se dnes aceto balsamico vyrábí i průmyslově. Vzniká tak celá řada víceméně slušných a cenově mnohem dostupnějších balzámových octů. Nicméně je třeba si dát pozor na extrémně levné výrobky, neboť hrozí nebezpečí, že jde o obyčejný vinný ocet upravený pomocí šťávy z hroznů, příchutí a potravinářského barviva na „balsamico“.

## PravýAceto balsamico tradizionale

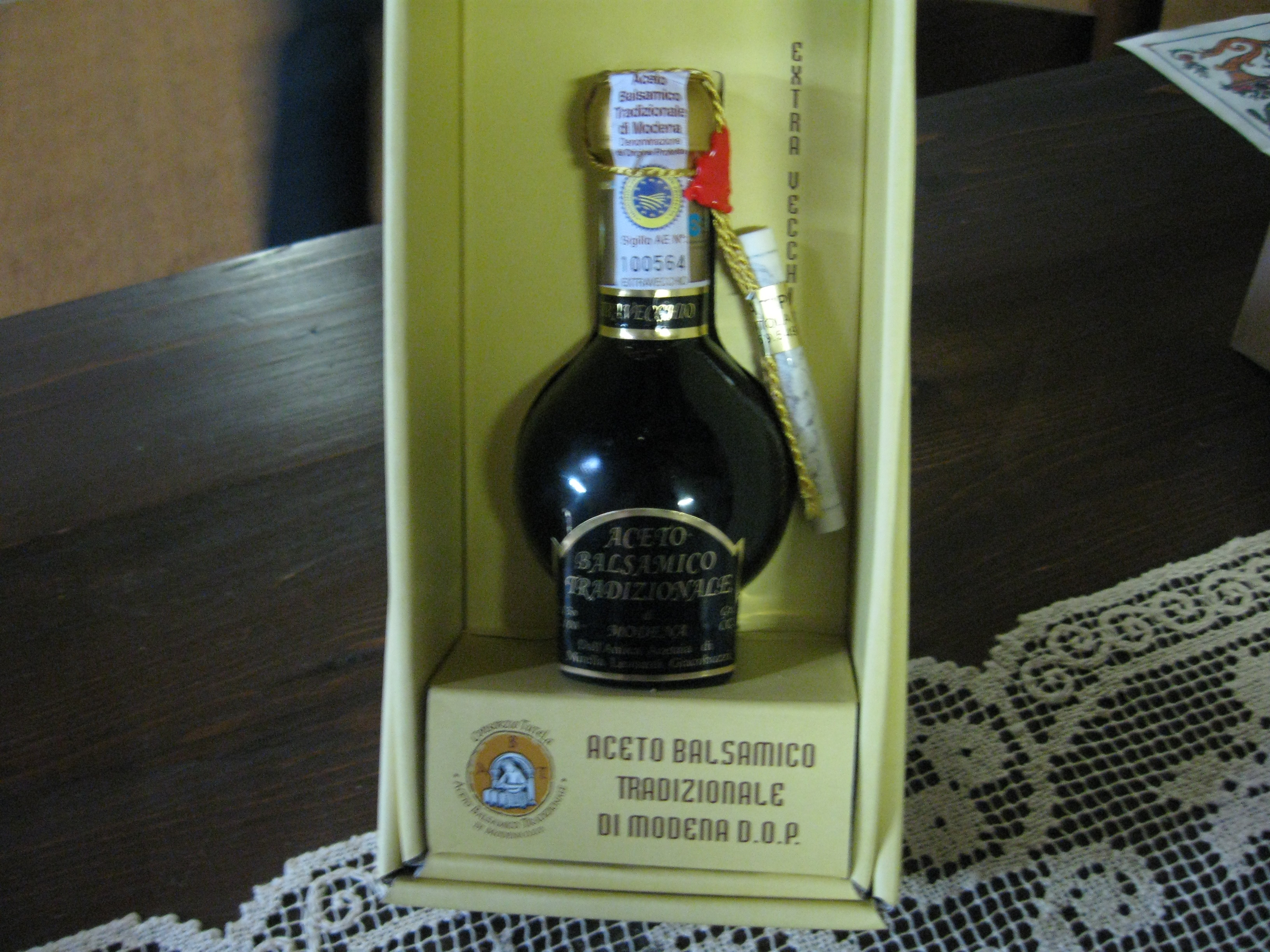
Tradiční balzamikový ocet z Modeny musí být prodáván v této speciální láhvi

Označení Aceto balsamico tradizionale di Modena či Aceto balsamico tradizionale di Reggio Emilia neboli tradiční balzámový ocet z Modeny či z Reggia Emilia mohou na svých etiketách mít pouze výrobky, jež splňují přísná kritéria tradičních výrobních postupů. Je chráněno italským i unijním zákonem.